# Marie Bjerrum
Marie Bjerrum (født 9. maj 1920 i Tråsbøl, død 18. september 2001) var forfatter og sprogforsker, der skrev akademiske bøger. Bjerrum vandt i 1977 Tagea Brandts Rejselegat.
Marie Bjerrum var mag.art. og dr.phil. Hun er mest kendt for at have skrevet bøger og tekster om den danske sprogforsker Rasmus Rask, der er centrale i den akademiske debat om ham og hans forskning. Marie Bjerrum har skrevet flere bøger sammen med sin mand Anders Bjerrum.

## Udvalgt bibliografi
- Marie Bjerrum (1. januar 1980), "Rasmus Kristian Rask", Historiographia Linguistica, 7 (3): 403-408, doi:10.1075/HL.7.3.15BJE, Wikidata  Q131148716
- Marie Bjerrum (1. december 1989), "Det tostavede grebe (=hank) i danske dialekter", Ord & Sag, 9: 30-33, doi:10.7146/ORDOGSAG.V9.149586, Wikidata  Q131148741